# دهستان پترگان
پترگان دهستانی در بخش مرکزی شهرستان زیرکوه استان خراسان جنوبی ایران است. بر پایه سرشماری عمومی نفوس و مسکن در سال ۱۳۹۰ جمعیت این دهستان ۶۳۷۵ نفر (در ۱۵۳۶ خانوار) بوده است.